# Perigrapha mundoides
Perigrapha mundoides là một loài bướm đêm thuộc họ Noctuidae. Nó là loài đặc hữu của Israel, Liban và Jordan.
Con trưởng thành bay từ tháng 2 đến tháng 3. Có một lứa một năm.
Ấu trùng có thể ăn Paliurus spina-christi và related shrubs.